# Mostacillastrum ferreyrae
Mostacillastrum ferreyrae är en korsblommig växtart som först beskrevs av Harald Förther och Weigend, och fick sitt nu gällande namn av Al-shehbaz. Mostacillastrum ferreyrae ingår i släktet Mostacillastrum och familjen korsblommiga växter. Inga underarter finns listade i Catalogue of Life.